# دوغ شفاب
دوغ شفاب (بالإنجليزية: Doug Schwab) هو مصارع هاوي أمريكي، ولد في 3 أغسطس 1977 في أوسيدج في الولايات المتحدة.

## وصلات خارجية
- دوغ شفاب على موقع أوليمبيديا (الإنجليزية)